# Michel III (métropolite de Kiev)
Pour les articles homonymes, voir Michel III.
Michel III fut patriarche de Kiev et de toute la Rus' de 1171 à 1182.